# Xanadu (canción)
«Xanadu» es una canción del grupo británico Electric Light Orchestra y de la cantante Olivia Newton-John, publicada en el álbum de estudio Xanadu (1980). La canción, compuesta por Jeff Lynne, fue también publicada como el segundo sencillo de la banda sonora, tras «I'm Alive», en mayo de 1980.
La canción fue interpretada por la Electric Light Orchestra con Newton-John como vocalista principal y Kelly Groucutt aportando los coros. La canción supuso el primer y único sencillo del grupo en alcanzar el primer puesto en la lista de sencillos del Reino Unido, donde se mantuvo durante dos semanas en julio de 1980. El sencillo también alcanzó el puesto ocho en la lista Billboard Hot 100 en los Estados Unidos.
En ese mismo año el grupo infantil español Botones grabó una versión en español en su primer álbum homónimo.
En 2000, Lynne regrabó la canción con su propia voz para la caja recopilatoria Flashback. Aunque el recopilatorio fue acreditadoo a la Electric Light Orchestra, la canción fue regrabada completamente por Lynne, sin la colaboración de sus antiguos compañeros.

## Personal
- Olivia Newton-John: voz
- Jeff Lynne: guitarra, teclados y coros
- Bev Bevan: batería y percusión
- Richard Tandy: teclados
- Kelly Groucutt: bajo y coros
- Louis Clark: orquestación

## Posición en listas
| País              | Lista                        | Posición |
| ----------------- | ---------------------------- | -------- |
| Australia         | Kent Music Report            | 2        |
| Austria           | Ö3 Austria Top 40            | 1        |
| Bélgica (Flandes) | Ultratop 200 Albums          | 1        |
| Canadá            | RPM Adult Contemporary       | 2        |
| Canadá            | RPM Top Singles              | 9        |
| Estados Unidos    | Billboard Hot 100            | 8        |
| Estados Unidos    | Billboard Adult Contemporary | 2        |
| Estados Unidos    | Cash Box Top 100 Singles     | 9        |
| Estados Unidos    | Record World Singles         | 4        |
| Francia           | SNEP Albums Chart            | 3        |
| Alemania          | Mega Control Charts          | 1        |
| Irlanda           | Irish Singles Chart          | 1        |
| Israel            | Israel Singles Chart         | 1        |
| Japón             | Oricon LP Chart              | 18       |
| Países Bajos      | Dutch Top 40                 | 1        |
| Nueva Zelanda     | New Zealand Music Chart      | 8        |
| Noruega           | VG-lista                     | 1        |
| Sudáfrica         | South African Chart          | 20       |
| España            | PROMUSICAE                   | 1        |
| Suecia            | Swedish Albums Chart         | 3        |
| Suiza             | Hit Parade                   | 2        |
| Reino Unido       | Official Charts Company      | 1        |